# Kevin Parker
Kevin Richard Parker (Sydney, 20 de janeiro de 1986) é um cantor, compositor, músico, produtor musical e disc jockey (DJ) australiano, mais conhecido por seu projeto musical Tame Impala, para o qual escreve, toca, grava e produz músicas. Parker lançou quatro álbuns com Tame Impala: Innerspeaker (2010), Lonerism (2012), Currents (2015) e The Slow Rush (2020). Ele ganhou treze ARIA Music Awards, dois APRA Awards e um Brit Awards, e recebeu quatro indicações ao Grammy.
Além de seu trabalho para Tame Impala, Parker foi baterista da banda conterrânea Pond de 2009 a 2011. Ele produziu os álbuns de estúdio da banda, sendo eles Beard, Wives, Denim (2012), Hobo Rocket (2013), Man, It Feels Like Space Again (2015), The Weather (2017) e Tasmania (2019). Como produtor, Parker colaborou com artistas como Mark Ronson, Lady Gaga, Rihanna, Kanye West, Dua Lipa, Gorillaz, Travis Scott, Melody's Echo Chamber e The Flaming Lips.

## Biografia
Nasceu em Sydney e passou a maior parte da vida em Perth, na Austrália Ocidental. O Pai de Parker, Jerry, é do Zimbabwe e a sua mãe, Rosalind, é da África do Sul. Os pais de Parker se separaram quando ele tinha três anos. A partir dos 12 anos, morou em Cottesloe com o seu pai, sua madrasta Rhonda e o seu irmão Stephen. Ele também tem uma irmã mais nova, Helen, do segundo casamento de sua mãe.
Parker cresceu com paixão a música desde a juventude. O pai de Parker tocava música como hobby, e formou uma grande parte da educação musical de Kevin. A primeira experiência de Kevin tocando um instrumento foi acompanhado de seu pai. O pai de Kevin tocava músicas dos Beatles, Beach Boys e Supertramp em uma banda cover, qual Kevin acredita que foi ali que ele obteve o seu amor pela música, o que foi bem significante nas músicas do mesmo. Ele também lembra: "eu me divertia cantando junto ao aspirador de pó enquanto a minha mãe limpava a casa". O pai de Kevin comprou-lhe o seu primeiro violão.

## Carreira
Parker faz parte da grande e diversificada música de Perth. Toca em várias bandas diferentes, além de seu principal projeto, Tame Impala. Comentando isso, Parker disse que "é uma cena realmente muito unida, tranquila, separada do resto da Austrália".

### Tame Impala
Tame Impala é uma banda de rock psicodélico e indie rock. Em termos de gravação, Parker escreve e grava quase todas as músicas de Tame Impala, e ao vivo, Parker toca guitarra e canta. Essencialmente, Tame Impala é o projeto de gravação de Parker.